# Magyar Vívószövetség
A Magyar Vívó Szövetség (MVSZ) a magyar vívósport legfőbb sporthatósága. Alakult 1914-ben, székhelye Budapest. Elnöke Csampa Zsolt, akinek mandátuma 2017 első feléig szól. Az MVSZ teljes jogú tagja a Nemzetközi Vívószövetségnek (franciául: Fédération Internationale d’Escrime; FIE).

## Története

### Előtörténete
Az első nyilvános vívóakadémiát olasz vívók rendezték Budapesten.
A következőt a Magyar Atlétikai Club (MAC) 1894-ben rendezte, amelyet a következő évben az első vívóverseny követett. A kardversenyt Iványi Gyula nyerte, a többi versenyszámban osztrák vendégek győztek.
A millennium évében lezajlott második vívóversenyen már olasz vendégek is a pástra léptek, a mesterek tornáját az olasz Santelli Italo nyerte. Ugyanebben az évben Prágában győztek kardvívóink. Ebben az időben a Magyar Atlétikai Szövetség (MASZ) adott otthont a vívóalosztálynak. A MAC keretein belül az olasz iskola elsajátítását Santelli mester segítette. 1897-ben az alakuló közgyűlésen két vívóegyesület: a Fővárosi Vívó Club és a Wesselényi Vívó Club szerepelt. A hazai vívósport nemzetközi szereplését az Osztrák–Magyar Monarchia rendre meghiúsította.
A londoni 1908. évi nyári olimpiai játékok vívótornáján aratott kettős (kard egyéni és csapat) győzelem után hatalmas fejlődésnek indult a magyar vívósport.

### Megalakulása
1914-ben az új szövetség nagy lendülettel indult az önállóság útjára, ám az első világháború kitörése ezt tönkretette.

### Az első világháború után

MVSZ igazolvány az 1940-es évekből

A háború után a lelkes szervezők újraszervezték a sportágat.

## Elnökei
- Beőthy Pál (a képviselőház elnöke) (1914–1927); ügyvezető: Dr. Nagy Béla (1914–1924)[3][4]
- Rakovszky Iván (1927-1932); ügyvezető: Krencsei Géza[4]
- Albrecht főherceg (1932-1943); ügyvezető: Nagyszombati Miksa[4]
- Vincze András (1943-1945)[4]
- Dr. Szilaveczky Lajos (1945-1948); ügyvezető: dr. Gombos Sándor[5]
- Dr. Soproni Sporer János (1948-1960)[4][6]
- Dr. Csanády György (1960-1964)[4]
- Kovács Pál (1964–1968)[7]
- Dr. Eperjesi László (1968–1972)[8]
- Dr. Tömpe Mihály (1972–1980)[4]
- Dr. Bakonyi Péter (1980–1984)
- Dr. Kamuti Jenő (1984–1994)
- Kertai György (1994-1998)[4]
- Dr. Gémesi György (1998–2008)
- Dr. Erős János (2009–2012)[9]
- Csampa Zsolt (2012–)